# Panicum trachyrhachis
Panicum trachyrhachis är en gräsart som beskrevs av George Bentham. Panicum trachyrhachis ingår i släktet vipphirser, och familjen gräs. Inga underarter finns listade i Catalogue of Life.